# Danny Valencia (wspinacz sportowy)
Danny Valencia (ur. 1998 w Guayaquil) – ekwadorski wspinacz sportowy. Specjalizuje się prowadzeniu, wspinaczce na czas oraz w łącznej. Mistrz Ameryki we wspinaczce łącznej w 2018.

## Kariera sportowa
W 2018 roku w Guayaquil na Mistrzostwach Ameryki we wspinaczce sportowej zdobył trzy medale; złoty we wsp. łącznej, srebrny w prowadzeniu, a brązowy na czas.
W 2020 bez powodzenia ubiegał się o kwalifikacje do igrzysk olimpijskich w Tokio, zajął 6. miejsce w Los Angeles w mistrzostwach Ameryki.

## Osiągnięcia

### Mistrzostwa Ameryki
| Konkurencje       | 2018 | 2020 |
| Prowadzenie       | 2    |      |
| Wsp. na czas      | 3    |      |
| Wspinaczka łączna | 1    | 6    |